# Glättemeldeanlage

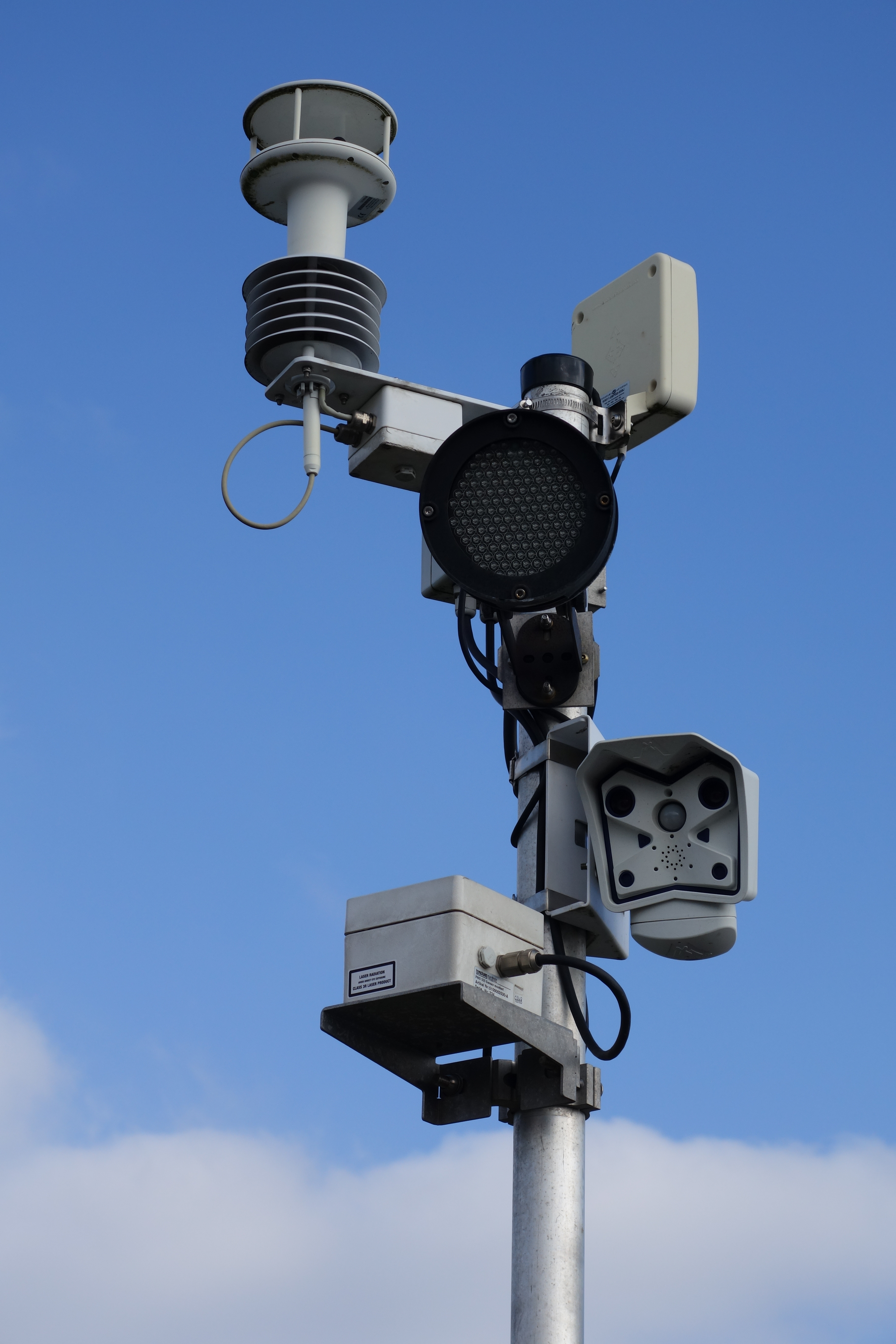
Glättemeldeanlage

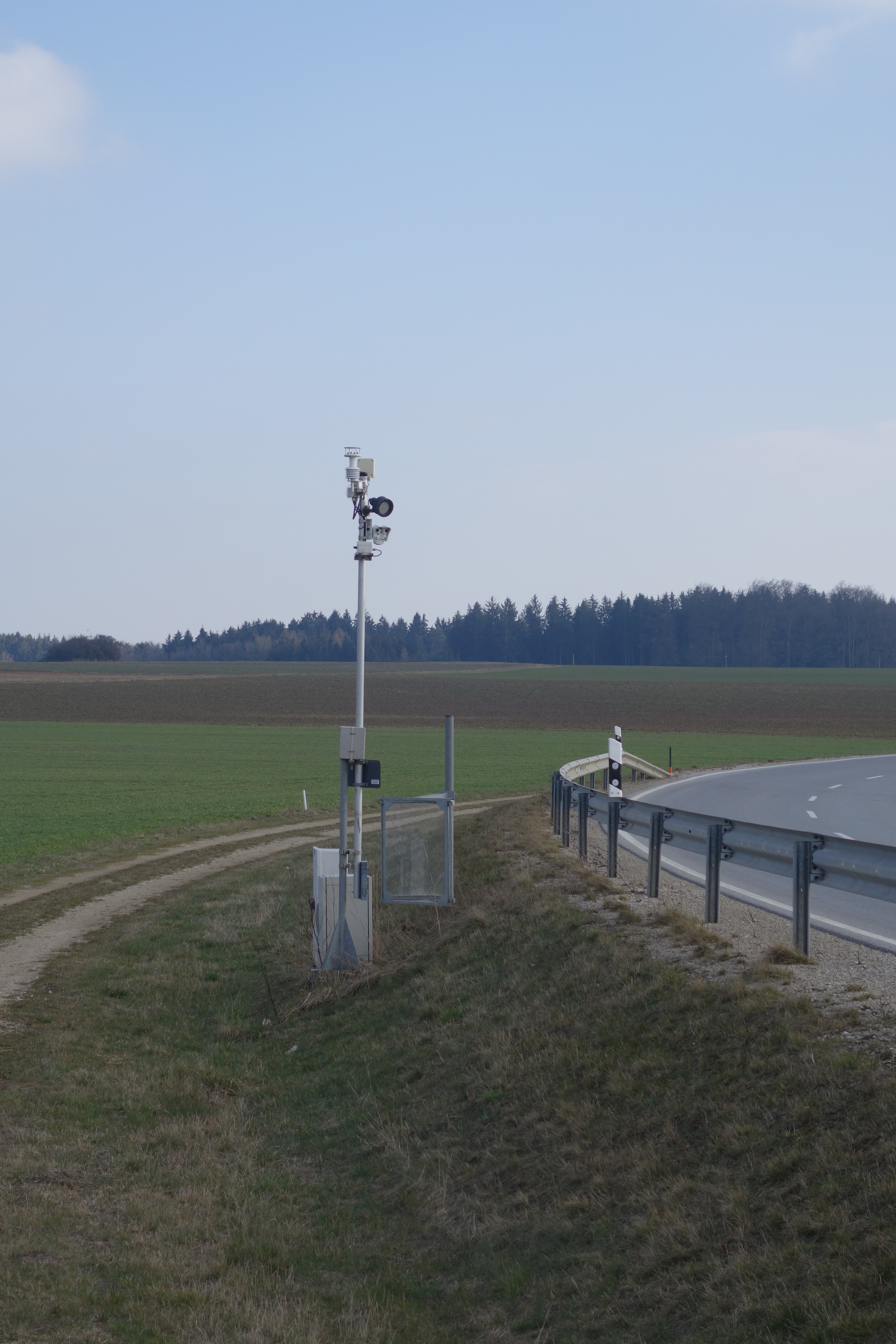
Glättemeldeanlage an der Bundesstraße 8 bei Hemau

Eine Glättemeldeanlage (kurz GMA) ist eine Einrichtung zur Erfassung bzw. Prognose von Glatteis bzw. Glatteisgefahr auf Straßen. Solche Anlagen sind auf vielen hochrangigen Straßen (Schnellstraßen und Autobahnen) aber auch zunehmend an Straßen im nachgeordneten Straßennetz (Landesstraße/Staatsstraße, Kreisstraße) installiert.
Eine Glättemeldeanlage besteht in der Regel aus einer Zentraleinheit und mindestens einer, jedoch meistens mehreren Messstationen (so genannten Straßenwettermessstellen, Straßenwetterstationen), die Messdaten in regelmäßigen Abständen (typischerweise alle zehn Minuten) an die Zentraleinheit senden. Sie ist somit ein technisches Hilfsmittel zur Koordination und Steuerung des Winterdienstes.

## Funktion
Um Glätte technisch detektieren zu können, müssen verschiedene Messdaten erfasst werden. Wichtige Messdaten sind:
- Gefriertemperatur
- Fahrbahnoberflächentemperatur
- Restsalzmenge
- Wasserfilmhöhe auf Fahrbahn
- Niederschlagsart
- Niederschlagsintensität
- Lufttemperatur
- Relative Feuchtigkeit

Optional können weitere Parameter erfasst werden:
- Windrichtung und Windstärke
- Fahrbahnuntergrundtemperatur (typ. in 30 cm Tiefe)
- Luftdruck
- Sichtweite
- Strahlungsbilanz

Zur Ermittlung der Gefriertemperatur, der Fahrbahnoberflächentemperatur, der Restsalzmenge und der Wasserfilmhöhe auf der Fahrbahn ist es notwendig, eine Sonde in der Fahrbahn einzubauen. Dies ist ein meist zylindrischer Körper, der mit seiner Oberseite bündig in die Fahrbahn eingelassen wird und so die Messdaten direkt in der Fahrbahn erfassen kann.

### Gefriertemperatur
Insbesondere der Gefriertemperatur kommt eine besondere Bedeutung zu. Durch diesen Wert kann ermittelt werden, wann die aktuell auf der Fahrbahn befindliche Flüssigkeit anfängt zu gefrieren und es somit zu Glätte kommen würde. Es wird zwischen direkten und indirekten Messverfahren unterschieden.

#### Direktes Messverfahren
Bei der direkten oder aktiven Methode wird der Gefrierpunkt durch Kühlen und anschließendes Erwärmen der Sonde ermittelt. Hierbei wird die Kühl- bzw. Wärmeleistung über die Zeit zusammen mit der Fahrbahnoberflächentemperatur erfasst. Gefriert die auf der Sonde befindliche Flüssigkeit, gibt diese weiterhin Wärme ab, die Temperatur ändert sich während des Gefrierens jedoch nicht und sinkt erst weiter, wenn die Flüssigkeit vollständig gefroren ist. Beim anschließenden Erwärmen tritt der Effekt umgekehrt auf und die Temperatur verharrt beim Schmelzpunkt, bis die Flüssigkeit vollständig geschmolzen ist. Dieses Verfahren ist in der Lage, den Schmelzpunkt vergleichsweise genau zu ermitteln, hat jedoch Schwierigkeiten, wenn Fahrzeuge die Sonde befahren. Durch die Reifen der Fahrzeuge wird Druck auf den Wasserfilm ausgeübt, die Reifen drücken das Wasser zur Seite und bringen Wärme in den Messbereich ein. Diese Einflüsse machen eine Messung ungenau. Um die Störeinflüsse zu verringern, kann die Messsonde in der weniger befahrenen Fahrbahnmitte angebracht werden.

#### Indirektes Messverfahren
Bei dem indirekten oder passiven Verfahren wird der Gefrierpunkt aus der Wasserfilmhöhe auf der Fahrbahn, der Fahrbahnoberflächentemperatur und Leitfähigkeit ermittelt. Die Leitfähigkeit lässt dabei Rückschlüsse auf den Salzgehalt zu und kann in Verbindung mit der Fahrbahnoberflächentemperatur und der Wasserfilmhöhe auf der Fahrbahn dazu verwendet werden, den Schmelzpunkt abzuschätzen. Dieses Verfahren hat den Vorteil, dass kein Prozess beobachtet werden muss, sondern dass alle Parameter zu einem Zeitpunkt ermittelt werden können. Auch sind die eingesetzten Messverfahren weitestgehend unempfindlich gegenüber abrollenden Reifen. Somit ist es gegenüber dem direkten Verfahren zwar ungenauer, jedoch kann die Sonde den Zustand direkt in der Fahrspur messen.

## Messstellen
Straßenwetterstationen sind je nach klimatologischen und topographischen Bedingungen in Abständen von 5 bis 20 km positioniert. Oft werden die Sensoren von Straßenwetterstationen im Bereich von Brücken installiert. Damit soll sichergestellt werden, dass der kälteste Punkt eines Streckenabschnittes erfasst wird. Moderne Methoden zur Verortung von Messstellen verwenden die so genannte „Thermal Fingerprint“-Methode. „Thermal Fingerprint“ bedeutet, dass die Fahrbahnoberflächentemperatur entlang der Strecke unter signifikanten Witterungsbedingungen (z. B. in einer kalten, sternenklaren Winternacht) vermessen wird. Mit Hilfe dieser Methode, meteorologischen und topographischen Gesichtspunkten sowie den Erfahrungen des für den Winterdienst zuständigen Winterdienstpersonals können optimale Standorte für Messstellen bestimmt werden.

## Anlagentechnik

### Kamera
Teilweise werden Glättemeldeanlagen mit Kameras ausgerüstet. Dabei werden neben der normalen Kameratechnik auch immer häufiger nachtsichtfähige Kameras mit Infrarotscheinwerfer eingesetzt, um auch bei Nacht Bilder liefern zu können.
Die Bilder werden in der Regel alle zehn Minuten an den Server übertragen.

### Datenübertragung
Die Datenübertragung von der Glättemeldeanlage zum Server erfolgt auf unterschiedliche Weisen. An Bundesautobahnen können die Informationen über das dort verfügbare, verwaltungseigene Netz übertragen werden. Alternativ können Informationen von Glättemeldeanlagen auch über das Mobilfunknetz übertragen werden.

### Stromversorgung
Analog zur Datenübertragung erfolgt die Stromversorgung von Glättemeldeanlagen auf unterschiedliche Weisen. An Bundesautobahnen kann die benötigte Energie ebenfalls aus dem dort verfügbaren, verwaltungseigenen Stromnetz bezogen werden. Alternativ kann für Glättemeldeanlagen ein Netzanschluss hergestellt werden. Eine weitere Alternative ist autarke Stromversorgung über Photovoltaik, Brennstoffzellen, über eine Windkraftanlage oder eine Kombination der genannten Systeme.

## Normen und Standards

### Deutschland
- 15518-1  DIN EN 15518-1: Winterdienstausrüstung – Straßenzustands- und Wetterinformationssysteme – Teil 1: Allgemeine Definitionen und Komponenten
- 15518-2  DIN EN 15518-2: Winterdienstausrüstung – Straßenzustands- und Wetterinformationssysteme – Teil 2: Straßenwetter – Empfohlene Beobachtung und Vorhersage
- 15518-3  DIN EN 15518-3: Winterdienstausrüstung – Straßenzustands- und Wetterinformationssysteme – Teil 3: Anforderungen an gemessene Werte der stationären Anlagen
- 15518-4  DIN EN 15518-4: Winterdienstausrüstung – Straßenzustands- und Wetterinformationssysteme – Teil 4: Prüfverfahren bei stationären Einrichtungen
- Technische Lieferbedingungen für Streckenstationen, Ausgabe 2012

### Österreich
ÖNORM EN 15518-1 bis 4: Winterdienstausrüstung – Straßenzustands- und Wetterinformationssysteme – Teil 1 bis 4 

RVS 12.04.14: Glatteisfrühwarnanlagen und Straßenwetterinformationssysteme (1. November 2014)